# Oedong-eup
Oedong-eup (koreanska: 외동읍) är en köping i stadskommunen Gyeongju  i provinsen Norra Gyeongsang i den östra delen av Sydkorea, 290 km sydost om huvudstaden Seoul. 